# 邁耶 (明尼蘇達州)
邁耶（英語：Mayer）是一個位於美國明尼蘇達州卡弗縣的城市。

## 人口
根據2020年美國人口普查的數據，邁耶的面積為3.63平方千米，當中陸地面積為3.56平方千米，而水域面積為0.07平方千米。當地共有人口2453人，而人口密度為每平方千米676人。